# Toán tử điều kiện
Toán tử điều kiện được hỗ trợ trong nhiều ngôn ngữ lập trình. Thuật ngữ này thường đề cập đến như ?: trong C / C ++ / C #, Python và JavaScript. Tuy nhiên, trong Java thuật ngữ này cũng có thể được nhắc đến như là && và ||.